# 拉朗代克
拉朗代克（法語：La Landec，法語發音：[la lɑ̃dɛk]）是法国阿摩尔滨海省的一个市镇，位于该省东部，属于迪南区。

## 地理
拉朗代克（48°26'8"N, 2°10'47"W）面积7.59 平方千米，位于法国布列塔尼大區阿摩尔滨海省，该省份为法国西北部沿海省份，位于布列塔尼半岛北部，北濒大西洋英吉利海峡，西接菲尼斯泰尔省，南至莫尔比昂省，东临伊勒-维莱讷省。
与拉朗代克接壤的市镇（或旧市镇、城区）包括：朗盖迪亚、小普莱朗、圣莫代、特雷贝当、维尔代甘加朗。

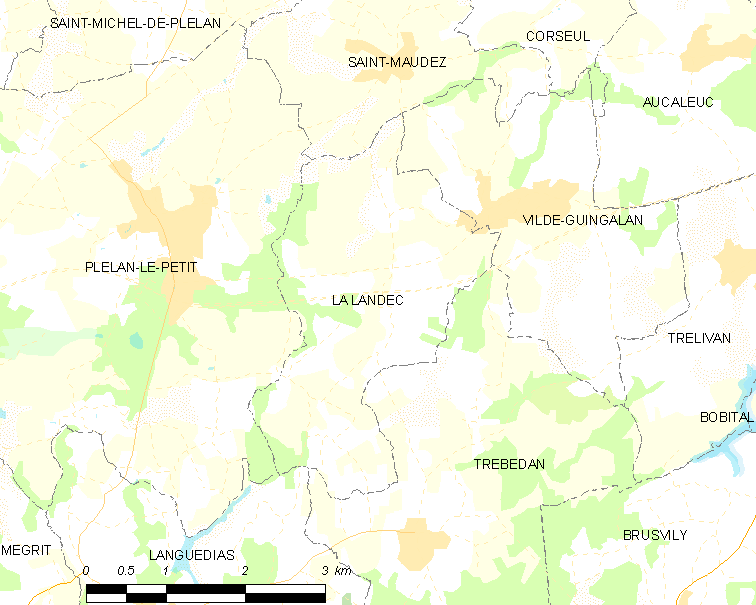
拉朗代克的OSM定位图

拉朗代克的时区为UTC+01:00、UTC+02:00（夏令时）。

## 行政
拉朗代克的邮政编码为22980，INSEE市镇编码为22097。

## 政治
拉朗代克所属的省级选区为普朗科埃特县。

## 人口

1962-2008年间拉朗代克人口变化图示

拉朗代克于2022年1月1日时的人口数量为749人。